# 天弓2
天弓
- 用途：地対空迎撃
- 分類：地対空ミサイル
- 設計者：韓国国防科学研究所
- 製造者：LIGNEX1
- 運用者：大韓民国空軍
  -  韓国
- 初飛行：2021年
- 生産開始：2018年
- 運用開始：2020年

天弓2（てんきゅう2、朝鮮語: 천궁 2호）は、韓国（大韓民国）が開発した、一連の航空機防衛のミサイル名である。天弓のコードネームは、航空機防衛用の天弓1と共通している。天弓2は天弓1（천궁-1호）の改良型名である。

## 概要
弾道ミサイルと航空機に同時対応可能な中距離・中高度の地対空迎撃ミサイルシステム。交戦統制技術や多機能レーダー、発射台、誘導弾などのユニットからなり、韓国版パトリオットミサイルと称される。2020年から韓国軍が受領を開始。2022年には韓国の軍需企業とであるLIGネクスワン、ハンファシステム、ハンファディフェンスとアラブ首長国連邦との間で、天弓2システム初の輸出契約が締結された。

## 運用国
- 韓国 - 2024年時点で、大韓民国空軍が各型あわせて72機の天弓を保有[3]。
- アラブ首長国連邦 - アラブ首長国連邦空軍が保有[4]。